# Smoking/No Smoking
Smoking/No Smoking es una película de comedia francesa de 1993 dirigida por Alain Resnais y protagonizada por Pierre Arditi y Sabine Azéma. El guion estuvo a cargo de Agnès Jaoui y Jean-Pierre Bacri.
La película fue ganadora de cuatro Premios César incluyendo el de Mejor Película.

## Sinopsis
En un pueblo del Yorkshire, Celia Teasdale, la mujer del director de la escuela, está limpiando su casa y, durante una pausa, duda entre fumar o no un cigarrillo. Este es el punto de partida de dos películas diferentes que analizan las consecuencias de una y otra acción. En Smoking (146 minutos), Celia se pone a fumar, mientras que en No smoking (147 minutos) decide no hacerlo. En ambos casos, la decisión de Celia afecta a la vida de los personajes. 

## Reparto
- Sabine Azéma como Celia Teasdale / Sylvie Bell / Irene Pridworthy / Rowena Coombes / Josephine Hamilton
- Pierre Arditi como  Toby Teasdale / Miles Coombes / Lionel Hepplewick / Joe Hepplewick
- Peter Hudson como el narrador

## Premios y nominaciones
- Festival de cine de Berlín
  - Ganadora: Oso de plata – logro para Alain Resnais[1]
  - Nominada: Oso de oro
- Premios César
  - ganadora: Mejor película
  - ganador: Mejor Actor (Pierre Arditi)
  - Nominada: Mejor Actriz (Sabine Azéma)
  - ganador: Mejor Director (Alain Resnais)
  - ganador: Mejor diseño de producción (Jacques Saulnier)
  - ganador: Mejor guion (Jean-Pierre Bacri y Agnès Jaoui)
  - Nominado: Mejor fotografía (Renato Berta)
  - Nominado: Mejor Montaje (Albert Jurgenson)
  - Nominado: Mejor sonido (Bernard Bats and Gérard Lamps)
- Premio Louis Delluc (France)
  - ganadora: Mejor película